# Xã Tordenskjold, Quận Otter Tail, Minnesota
Xã Tordenskjold (tiếng Anh: Tordenskjold Township) là một xã thuộc quận Otter Tail, tiểu bang Minnesota, Hoa Kỳ. Năm 2010, dân số của xã này là 551 người.